# Emilija Dschingarowa
Emilija Dimitrowa Dschingarowa (bulgarisch Емилия Димитрова Джингарова, Schreibweise beim Weltschachbund FIDE Emilia Djingarova; * 6. Oktober 1978 in Brestowiza, Gemeinde Rodopi) ist eine bulgarische Schachspielerin, die seit August 2021 für den serbischen Schachverband spielberechtigt ist.

## Leben
Sie ist mit dem bulgarischen Schachgroßmeister Alexandar Deltschew verheiratet.

## Erfolge
Bei der bulgarischen Einzelmeisterschaft der Frauen 2003 in Sofia wurde sie Zweite. 2006 wurde sie in Sandanski bulgarische Meisterin im Blitzschach. Für die bulgarische Frauennationalmannschaft nahm sie an fünf Schacholympiaden teil (2000, 2004, 2006, 2008 und 2014) sowie an drei Mannschaftseuropameisterschaften (2003, 2005 und 2011), wobei sie bei der EM 2005 in Göteborg eine individuelle Silbermedaille für ihr Ergebnis von 6,5 aus 9 am dritten Brett erhielt.
Ihr Verein in Bulgarien war SŠK Lokomotive Plowdiw, in der bulgarischen 1. Frauenliga spielt sie für Lokomotive Sofia. In Spanien spielt sie für Balaguer. Sie hatte auch Einsätze in serbischen, kroatischen, französischen und katalanischen Ligen.
Im November 2000 wurde sie Internationaler Meister der Frauen (WIM), seit November 2003 trägt sie den Titel Großmeister der Frauen (WGM). Im Januar 2015 liegt sie auf dem sechsten Platz der bulgarischen Frauenrangliste.